# 주상하이 퀘벡 정부 대표부
주상하이 퀘벡 정부 대표부(프랑스어: Délégation générale du Québec à Shanghai, 영어: Quebec Government Office in Shanghai, 중국어: 魁北克政府驻上海办事处)는 중화인민공화국 상하이시에 위치한 퀘벡 정부 대표부이다. 1999년에 정식 개관했으며 사무국 지위를 갖고 있다. 이 공관은 상하이시, 장쑤성, 저장성, 후베이성, 후난성, 구이저우성, 안후이성, 장시성, 윈난성, 광둥성, 하이난성, 푸젠성, 티베트 자치구, 광시 좡족 자치구, 홍콩, 마카오를 관할하며 산하 공관으로 주선전 퀘벡 무역 사무소(프랑스어: Antenne du Québec à Shenzhen, 영어: Quebec Trade Office in Shenzhen, 중국어: 魁北克驻深圳商务办公室)를 두고 있다.
주상하이 퀘벡 정부 대표부는 캐나다 퀘벡주와 상하이시, 저장성, 장쑤성 지방 정부 간의 경제, 과학, 기술, 교육 및 문화 관계 발전에 기여한다. 대표부는 중국에서 사업을 원하는 퀘벡주의 기업들과의 연락을 제공하고 중국의 경제 환경과 최신 동향을 전달하는 역할을 수행한다.

## 같이 보기
- 퀘벡 정부 대표부